# 火山口湖 (南极洲)
火山口湖（英語：Crater Lake），是南極洲的湖泊，位於南設得蘭群島的欺骗岛，處於加達林湖西北面，由英國南極名稱諮詢委員會命名，現時由南極條約體系管理。
62°59′S 60°40′W / 62.983°S 60.667°W